# Carex sendaica
Carex sendaica är en halvgräsart som beskrevs av Adrien René Franchet. Carex sendaica ingår i släktet starrar, och familjen halvgräs.

## Underarter
Arten delas in i följande underarter:
- C. s. pseudosendaica
- C. s. sendaica